# Mike Maignan
Mike Peterson Maignan (Caiena, 3 de julho de 1995) é um futebolista francês que atua como goleiro. Atualmente, joga no Milan e na Seleção Francesa.
É conhecido por seu excelente tempo de reação e reflexos rápidos nas defesas.

## Carreira

### Paris Saint-Germain
Maignan jogou nas categorias inferiores do Paris Saint-Germain antes de ser promovido em 2013 à primeira equipe. Ele participou da Liga Jovem da UEFA de 2013–14 em que sua equipe chegou às quartas de final, sendo eliminada pelo Real Madrid.
Em junho de 2013 Maignan assinou seu primeiro contrato profissional, de três anos. Em 18 de dezembro, ele foi relacionado pela primeira vez pelo time principal, sendo reserva de Nicolas Douchez em uma vitória por 2–1 sobre o Saint-Étienne nas oitavas de final da Coupe de la Ligue. Em 19 de janeiro de 2014, ele foi relacionado para um jogo da Ligue 1 pela primeira vez, sendo reserva de Salvatore Sirigu na vitória por 5-0 sobre o Nantes no Parc des Princes.

### Lille
Em agosto de 2015, Maignan foi transferido para o Lille por € 1 milhão em um contrato de cinco anos. Ele fez sua estreia profissional em 18 de setembro em um empate por 1-1 contra o Rennes, como substituto de Yassine Benzia, após Vincent Enyeama ter sido expulso aos 69 minutos, nesse mesmo jogo, ele salvou o pênalti de Paul-Georges Ntep; no entanto, cinco minutos depois, ele sofreu um gol do mesmo jogador.
No início da temporada 2017-18, o técnico Marcelo Bielsa trocou o experiente Enyeama por Maignan. No segundo jogo da temporada, em uma derrota por 3-0 para o Strasbourg, ele foi expulso por jogar a bola em um oponente e o atacante Nicolas de Préville teve que ir para o gol para os minutos finais. A seguinte época, esteve sempre presente quando o Lille terminou como vice-campeão, também foi eleito o goleiro do ano pelo Trophées UNFP du football. Seu recorde foi 30 gols sofridos, 17 jogos sem sofrer gols, 233 defesas e três pênaltis salvos. 
Em 2020-21, Maignan ganhou o título da Ligue 1, terminando a temporada com 21 jogos sem sofrer gols, um a menos do recorde da liga.

### Milan
Em 27 de maio de 2021, Maignan foi transferido para o Milan em um acordo de cinco anos.
Em 20 de janeiro de 2024, o jogador foi alvo de xingamentos racistas por parte da torcida da Udinese. O jogador e a sua equipe abandonaram a partida, mas tiveram de retornar após cinco minutos.
| “                               | Isso não deveria existir no mundo do futebol, mas, infelizmente, há muito anos que isso acontece. Todos devemos reagir, devemos fazer algo porque não se pode jogar assim. Ok, aceitamos vaias porque é assim fora de casa, mas essa questão de racismo não pode chegar a este nível. | ” |
| — Mike sobre o caso de racismo. | |   |

## Seleção Francesa
Maignan jogou pela França em todos os níveis na base, do sub-16 ao sub-21. Ele foi capitão do time no Campeonato Europeu de Futebol Sub-17 de 2012, na Eslovênia. Ele recebeu sua primeira convocação para a seleção principal em maio de 2019, antes das eliminatórias da Euro 2020 contra a Turquia e Andorra e um amistoso contra a Bolívia. Fez sua estreia em 7 de outubro de 2020 como substituto de Steve Mandanda em um amistoso contra a Ucrânia, que terminou com uma vitória por 7-1 no Stade de France. Em maio de 2021, ele foi convocado para a disputa da Euro 2020.

## Títulos
Lille
- Campeonato Francês: 2020–21[16]

Milan
- Campeonato Italiano: 2021–22
- Supercopa da Itália: 2024

Seleção Francesa
- Liga das Nações da UEFA: 2020–21

### Prêmios individuais
- Equipe ideal da Ligue 1: 2018–19
- Goleiro do Ano da Ligue 1: 2018–19
- Equipe ideal da Serie A: 2021–22
- Melhor Goleiro da Serie A: 2021–22